# Aprasia clairae
Aprasia clairae — вид геконоподібних ящірок родини лусконогових (Pygopodidae). Ендемік Австралії.

## Поширення і екологія
Aprasia clairae відомі з двох місцевостей, одна з яких лежить на південно-західному узбережжі Західної Австралії південніше Донгара, а друга — в районі Черепахової затоки на острові Іст-Валлабі. Вони живуть на прибережних дюнах, порослих Acacia rostellifera, Melaleuca cardiophylla та Grevillea argyrophylla, та серед вапнякових відслонень.